# Stan Webb

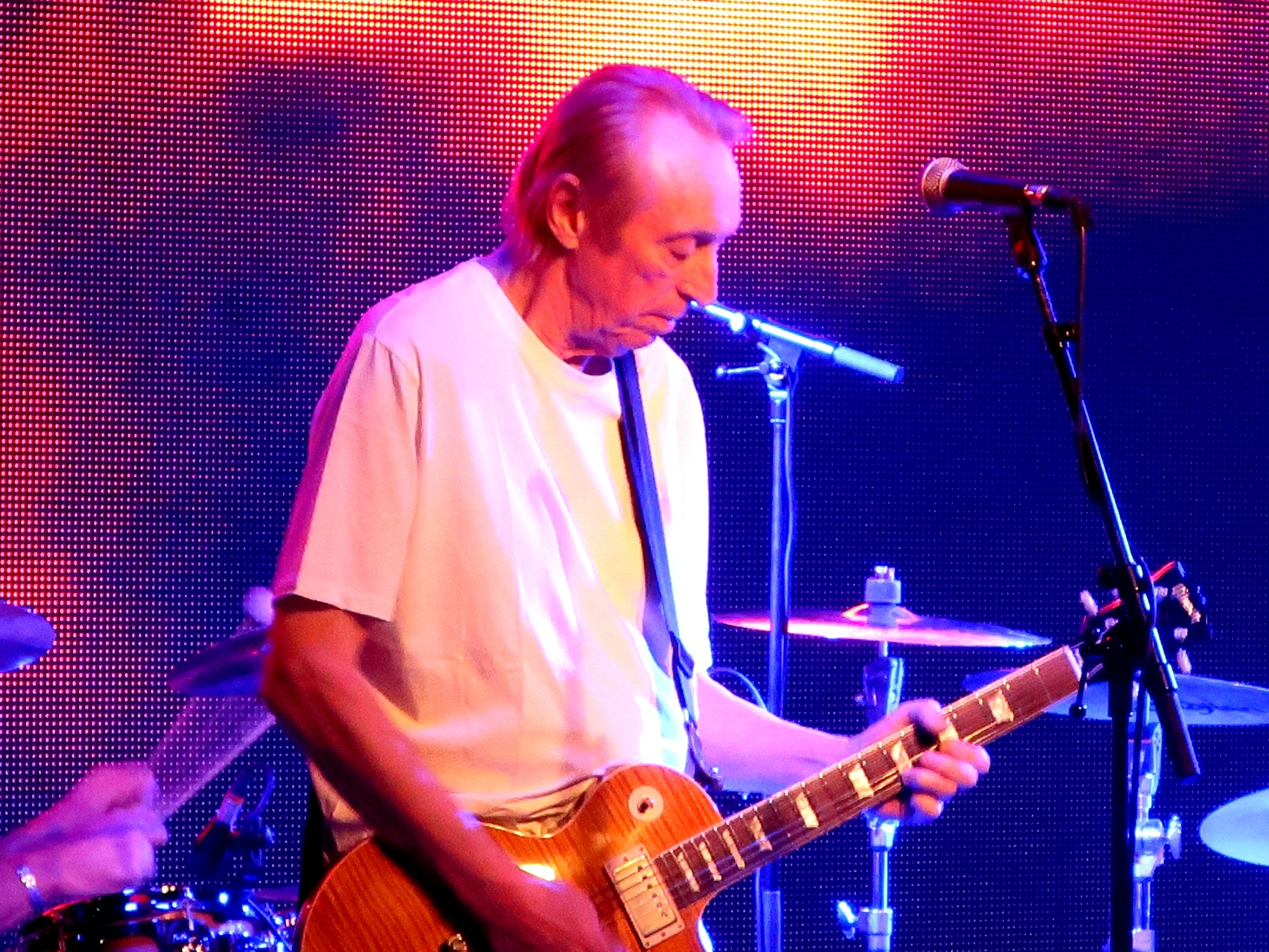
Stan Webb

Stan „The Man“ Webb (* 3. Februar 1946 in London) ist ein britischer Bluesrock-Gitarrist.

## Musikkarriere
Im Jahr 1964 formierte Stan Webb seine erste Band Sounds of Blue, in der neben anderen Christine Perfect (ab 1970 bei Fleetwood Mac), Andy Silvester und Chris Wood (später bei Traffic) mitspielten. 1967 entstand daraus Chicken Shack.
Im Jahr 1974 löste Webb Chicken Shack auf und spielte zunächst bei Savoy Brown, bevor er eine neue Band namens Broken Glass zusammenstellte, die allerdings nur für ein einziges Studioalbum zusammenblieb. Webb brachte eine neue Version von Chicken Shack auf die Beine, die in wechselnden Besetzungen und mit einigen Unterbrechungen (1982 etwa gab es die kurzlebige Band Stan Webb’s Speedway) bis heute aktiv ist.

## Diskografie (Alben)
- 1968: 40 Blue Fingers, Freshly Packed and Ready to Serve – Chicken Shack
- 1969: O.K. Ken? – Chicken Shack
- 1969: 100 Ton Chicken – Chicken Shack
- 1970: Accept – Chicken Shack
- 1972: Imagination Lady – Chicken Shack
- 1973: Unlucky Boy – Chicken Shack
- 1974: Goodbye Chicken Shack – Chicken Shack
- 1974: Boogie Brothers – Savoy Brown
- 1975: Broken Glass – Broken Glass
- 1978: The Creeper – Stan Webb’s Chicken Shack
- 1978: That’s the Way We Are – Stan Webb’s Chicken Shack
- 1981: Roadies’ Concerto – Stan Webb’s Chicken Shack
- 1988: 2. Blues Festival Bonn ’87 – Stan Webb’s Chicken Shack (3 Tracks)
- 1989: 39 Bars
- 1989: Simply Live – Stan Webb’s Chicken Shack
- 1990: The Very Best of – Chicken Shack
- 1991: On Air (BBC Session Recordings) – Chicken Shack
- 1991: Changes – Stan Webb’s Chicken Shack
- 1993: Plucking Good – Stan Webb’s Chicken Shack
- 1995: Stan ‚The Man‘ Live – Stan Webb’s Chicken Shack
- 1997: From the Vaults – Stan Webb’s Chicken Shack
- 1997: Black Night
- 1998: Archive – Stan Webb’s Chicken Shack
- 2001: Webb
- 2005: Still Live After All These Years
- 2012: Stan’s Blues